# Kento Misao
Kento Misao (jap. 三竿 健斗, Misao Kento; * 16. April 1996 in Tokio) ist ein japanischer Fußballspieler.

## Karriere

### Verein
Misao spielte seit 2009 für den Tokyo Verdy und gehörte seit 2015 zum Profikader. 2016 folgte dann der Wechsel zu den Kashima Antlers. 2016 feierte er mit den Antlers die Meisterschaft und den Pokalsieg. Er trug 2018 zum Gewinn der AFC Champions League bei. Nach insgesamt 182 Ligaspielen für die Antlers wechselte er Mitte Dezember 2022 nach Portugal. Hier unterschrieb er einen Vertrag beim Erstligisten CD Santa Clara bis zur Saison 2023/24 mit der Option der Verlängerung um zwei weitere Spielzeiten. Er bestritt 17 von 20 möglichen Ligaspielen für Santa Clara. Zum Saisonende stieg der Verein in die zweite portugiesische Liga ab. Mitte Juli 2023 wechselte Misao zum belgischen Erstdivisionär Oud-Heverlee Löwen, bei dem er einen Vertrag mit einer Laufzeit von zwei Jahren unterschrieb. nach einer Spielzeit, in der er zwanzig Ligaspiele bestritt, kehrte er im Juli 2024 nach Japan zurück. Hier nahm ihn sein ehemaoger Verein Kashima Antlers unter Vertrag.

### Nationalmannschaft
Misao wurde 2017 in den Kader der japanischen Fußballnationalmannschaft berufen und kam bei der Fußball-Ostasienmeisterschaft 2017 zum Einsatz. Er hat insgesamt sechs Länderspiele für Japan bestritten.

## Erfolge

### Verein
Kashima Antlers
- AFC-Champions-League-Sieger: 2018
- Japanischer Meister: 2016
- Japanischer Pokalsieger: 2016

### Nationalmannschaft
- U-23-Fußball-Asienmeisterschaft: 2016

## Sonstiges
Kento Misao ist der Bruder von Yūto Misao.